# Störungen der Vasomotorik
Die Vasomotorik umfasst alle Bewegungsprozesse in den Arterien, Venen, Arteriolen und Kapillaren. Diese Bewegungen entsprechen entweder einer Kontraktion (Vasokonstriktion, Engstellung) und einer Relaxation (Vasodilatation, Weitstellung) der Gefäßmuskulatur und rufen eine entsprechende Lumenänderung der Blutgefäße hervor. Dabei dienen die Nerven des vegetativen Nervensystems als Vasomotoren.

## Störungen
Störungen der Vasomotorik werden auch als vasomotorische Störungen bezeichnet und werden vor allem im Zusammenhang mit Läsionen der vegetativen Nerven beobachtet. Diese Läsionen können sowohl die gefäßverengenden als auch die gefäßerweiternden Nerven betreffen. Die Störungen der Vasomotorik sind außerdem mit Schädigungen des Gehirns, des verlängerten Marks, des Rückenmarks und der peripheren Nerven assoziiert. Diese „Anomalien sind bedingt durch Reizzustäne oder Lähmungszustände der Vasomotoren beziehungsweise ihrer Zentren (siehe Angioneurosen, Angiospasmus, Angioparalyse)“.
- Einige Grunderkrankungen, wie zum Beispiel das Raynaud-Syndrom mit einer Vasomotionsstarre, können Störungen der Vasomotorik hervorrufen oder durch solche Störungen verursacht sein. „Vasomotorische Störungen sind Veränderungen in der Blutverteilung und Blutfüllung der Hautgefäße auf organischer (neurologischer) oder psychogener Basis.“[4]
- In der Fachliteratur wird das seltene reversible zerebrale Vasokonstriktionssyndrom (Abkürzung: RCVS) mit plötzlichen schweren Kopfschmerzen (Donnerschlagkopfschmerz) beschrieben. „Es ähnelt damit stark einer Subarachnoidalblutung“ und ist eng verwandt mit der posterioren reversiblen Leukenzephalopathie (PRES).[5]
- Sogenannte vasomotorische Kopfschmerzen (Cephalea vasomotorica) sind eine häufige Kopfschmerzform, zum Beispiel bei Wetteränderungen, während großer körperlicher oder geistiger Anstrengung oder im Klimakterium. Ursache ist hier eine Regulationsstörung der intrakraniellen Gefäße bei vegetativer Dystonie.[6]
- Vasomotorische Symptome im Klimakterium umfassen Hitzewallungen und nächtliche Schweißausbrüche aufgrund vasomotorischer Instabilität. Sie betreffen 75 bis 85 % der Frauen und beginnen meistens vor der letzten Menstruation. Die vasomotorischen Symptome halten im Durchschnitt 7,4 Jahre an und können bei einigen Frauen mehr als zehn Jahre andauern.[7]
- Ursächlich für eine sogenannte Ohnmacht ist dagegen ein Vasomotorenkollaps mit Kreislaufdysregulation im Sinne einer Weitstellung der Vasomotoren; so kommt es zu einem akuten Missverhältnis zwischen dem Querschnitt des Gefäßbettes und dem intravasalen Blutvolumen.[8]
- Zum Vasomotorenkollaps kommt es bei einer Lähmung der Vasomotoren mit generalisierter Vasodilatation bei einem Ausfall der Kreislaufzentren oder bei peripherer Schädigung der entsprechenden Nerven. Ursachen können Hochleistungssport, Intoxikationen, ein Schock, Allergien oder Infektionskrankheiten sein.[9]
- Zum Beispiel „bei einer Myokarditis kann es zu zentralen toxischen Lähmungen und zu peripheren Gefäßschädigungen mit der Folge einer Vasomotorenlähmung kommen. Diese Vasomotorenstörung führt zu einer Angina pectoris mit Atemnot, Druck- und Engegefühl über dem Herzen, Gefühl des Herzstolperns und Herzklopfens.“ Dieses historische Zitat stammt von Paul Vogler aus dem Jahr 1956.[10]
- Vasomotoriker sind Menschen mit starker Labilität ihrer Gefäßerregbarkeit (Vasolabilität) durch innere (psychische) oder äußere Reize; sie neigen zum Erröten und zu Schweißausbrüchen.[11] Simon Samuel führte schon 1885 eine arterielle Hyperämie („nervöse Congestion“) auf eine Lähmung der peripheren Vasomotoren zurück.[12]
- Der aktuelle Medizin-Duden beschreibt eine Vasoneurose (auch: Gefäßneurose). Sie beruht auf einer vasomotorischen Übererregbarkeit und geht mit Erröten oder Erblassen sowie mit Kopfschmerzen und einer Migräne einher. Vasolabilität ist danach eine besonders ausgeprägte Reaktionsbereitschaft im Sinne einer überschießenden Reaktion der Gefäßbahn beziehungsweise des Vasomotorenzentrums.[13]
- Marco Mumenthaler beschrieb noch 1986 ausführlich einen idiopathischen Vasomotorenkollaps des Adoleszenten mit Schwindel, Schwarzwerden vor den Augen, Schwitzen, Bewusstseinsverlust und Hinstürzen. Der Jugendliche sinkt um oder sackt in sich zusammen und stürzt nicht mit Wucht (wie bei der Epilepsie) zu Boden.[14]
- Ein vasomotorisches und viszeromotorisches Syndrom beim Tabes dorsalis umfasst eine orthostatische Hypotonie, eine Impotenz, eine Blasenlähmung und eine vermehrte Schweißsekretion.[15] Auch andere Infektionen wie Meningitis und Enzephalitis (Meningoenzephalitis) können Störungen der Vasomotorik mit entsprechenden Symptomen verursachen.
- Früher glaubte man irrtümlich, eine transitorische ischämische Attacke beruhe auf Vasospasmen der distalen Gehirngefäße. Diese Hypothese ist jedoch inzwischen aufgegeben worden. Vasospasmen lassen sich äußerst schwer nachweisen. Beim plötzlich auftretenden Bluthochdruck können sie jedoch trotzdem eine Rolle spielen.[16]
- Hartwig Heyck schrieb 1975, Coffein habe in therapeutischer Dosierung eine zweifache Wirkung auf die Gefäße: eine periphere Gefäßerweiterung und eine zentrale Stimulierung der Vasomotorenzentren mit gefäßverengender Wirkung. Mit Ergotamin-Coffein-Kombinationen werden noch heute die Migräne und andere Kopfschmerzen behandelt (Handelsname zum Beispiel Cafergot = Café + Ergotamintartrat).[17][18][19]
- Die Rhinitis vasomotorica ist eine nichtallergische Entzündung der Nasenschleimhaut (Rhinitis), die auf einer Dysregulation der Schwellungsfähigkeit der Nasenmuscheln beruht, deren Ursachen bisher ungeklärt sind. Beschrieben wird eine gesteigerte Reflexaktivität einer hyperreaktiven Nasenschleimhaut mit einem vegetativen Ungleichgewicht.[20] Prädisponierend wirken Temperaturschwankungen, Zigarettenrauch und psychischer Stress.
- Eine bakterielle oder virale Meningitis ist (neben der Enzephalitis) die schwerste häufige Infektion des zentralen Nervensystems und verursacht häufig bleibende neurologische und psychopathologische Folgeschäden bei den Überlebenden. Nach einer bakteriellen Meningitis kann beim genesenen Patienten unter anderem eine Störung der Vasomotorik zurückbleiben.[21]

## Medizingeschichte
Der Lehre von der ‚konstitutionellen Vasolabilität‘ haben Friedrich Curtius und andere 1953 eine spezielle medizinhistorische Abhandlung gewidmet. Bereits 1899 schilderte Richard von Krafft-Ebing Kreislaufstörungen als Teilerscheinung der konstitutionellen Neurasthenie. 1907 prägte Max Rosenfeld den Ausdruck ‚konstitutionelle Vasolabilität‘. Hermann Oppenheim bezog 1892 den ‚vasoneurotischen Symptomenkomplex‘ auf eine angeborene Gefäßdisposition.